# Caricatures de Mahomet
Les caricatures de Mahomet sont des dessins humoristiques à propos du prophète Mahomet. Comme aucune source ne permet de connaître son apparence, toute représentation graphique est nécessairement une œuvre d'imagination, comme, par exemple, dans le Jami al-tawarikh, car historiquement, l'Islam n'a pas toujours interdit les représentations figuratives. Considérer une telle œuvre comme une caricature est donc une pure question d'interprétation, selon l'orientation idéologique choisie, exotérique tafsîr qui ne tolérera aucun dessin même révérencieux, ou ésotérique ta’wîl qui les tolérera tous, puisque la matérialité du prophète est inconnaissable, incertaine et sans importance pour le « croyant convaincu » (صادقمُؤْمِن sadiq Mu'min).

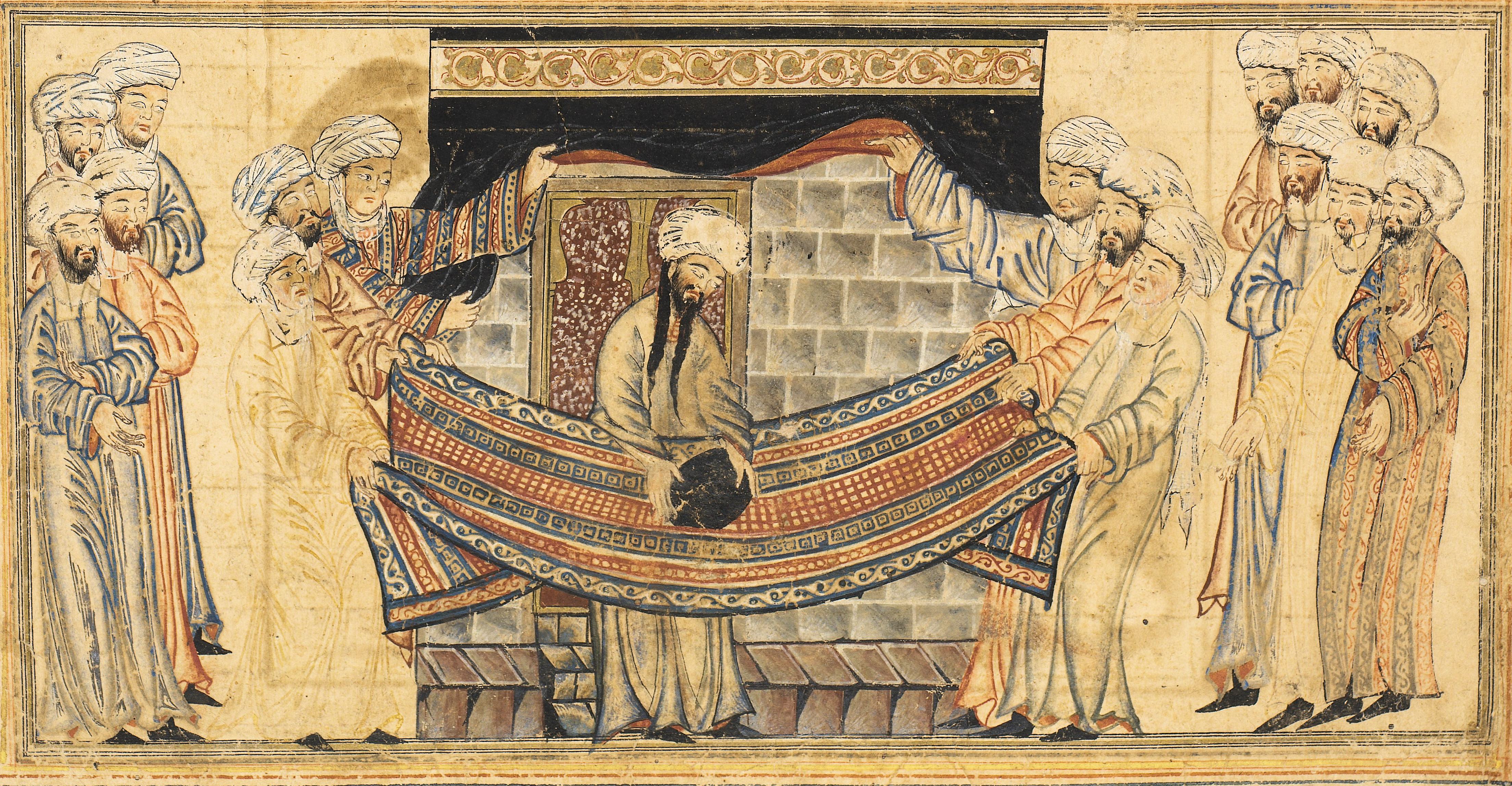
Enluminure islamique du XIVe siècle tirée du Jami al-tawarikh, inspirée du récit de la remise en place de la pierre noire par Mahomet et les aînés des clans de La Mecque.

## Développement
Dès le Moyen Âge, la traduction du Coran en latin commandée par Pierre le Vénérable contient 
une caricature de Mahomet, sous la forme d'un poisson.

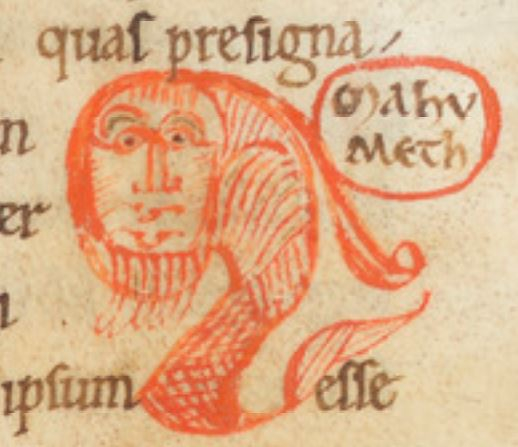
Caricature de Mahomet, attribuée à Pierre le Vénérable.

Au XXIe siècle, plusieurs évènements majeurs, comme ceux liés aux caricatures de Mahomet du journal Jyllands-Posten au Danemark ou l'attentat contre Charlie Hebdo en France ont renforcé ce sentiment, et ont interrogé sur le droit au blasphème dans les sociétés occidentales. 
Des initiatives en faveur de la liberté de caricaturer ont aussi vu le jour dans le monde anglo-saxon, notamment au travers du Everybody Draw Mohammed Day. Du fait des menaces de mort pesant sur les caricaturistes réalisant ces portraits humoristiques, la possibilité de réaliser ces caricatures est devenue un symbole de la liberté d'expression.

## Diffusion et censure
Les législations des pays de tradition musulmane permettent la censure des caricatures. Elles sont par conséquent peu ou pas diffusées ; cependant l’écho de leurs publications dans les médias occidentaux entraîne de vives réactions dans les pays à majorité musulmane, comme des manifestations de masse, voire des destructions d'églises et des assassinats.

### Au Danemark
La publication de caricatures de Mahomet le 30 septembre 2005 dans le journal danois Jyllands-Posten provoque d'importantes manifestations dans le monde arabe, largement instrumentalisé par les Frères musulmans. 
En février 2006, l'ambassade danoise en Syrie et le consulat danois au Liban sont saccagés, leurs ressortissants rapatriés d'urgence.

### En France
La semaine suivant l'attentat contre Charlie Hebdo, l'hebdomadaire satirique français publie une caricature de Mahomet à la une du numéro 1178 du 14 janvier 2015, avec en légende : « Tout est pardonné ». Le numéro est imprimé à 7 millions d'exemplaires. 
En 2015, l'humoriste et chroniqueur Guillaume Meurice se voit interdire de présenter une caricature de Mahomet de Charb sur Canal+.

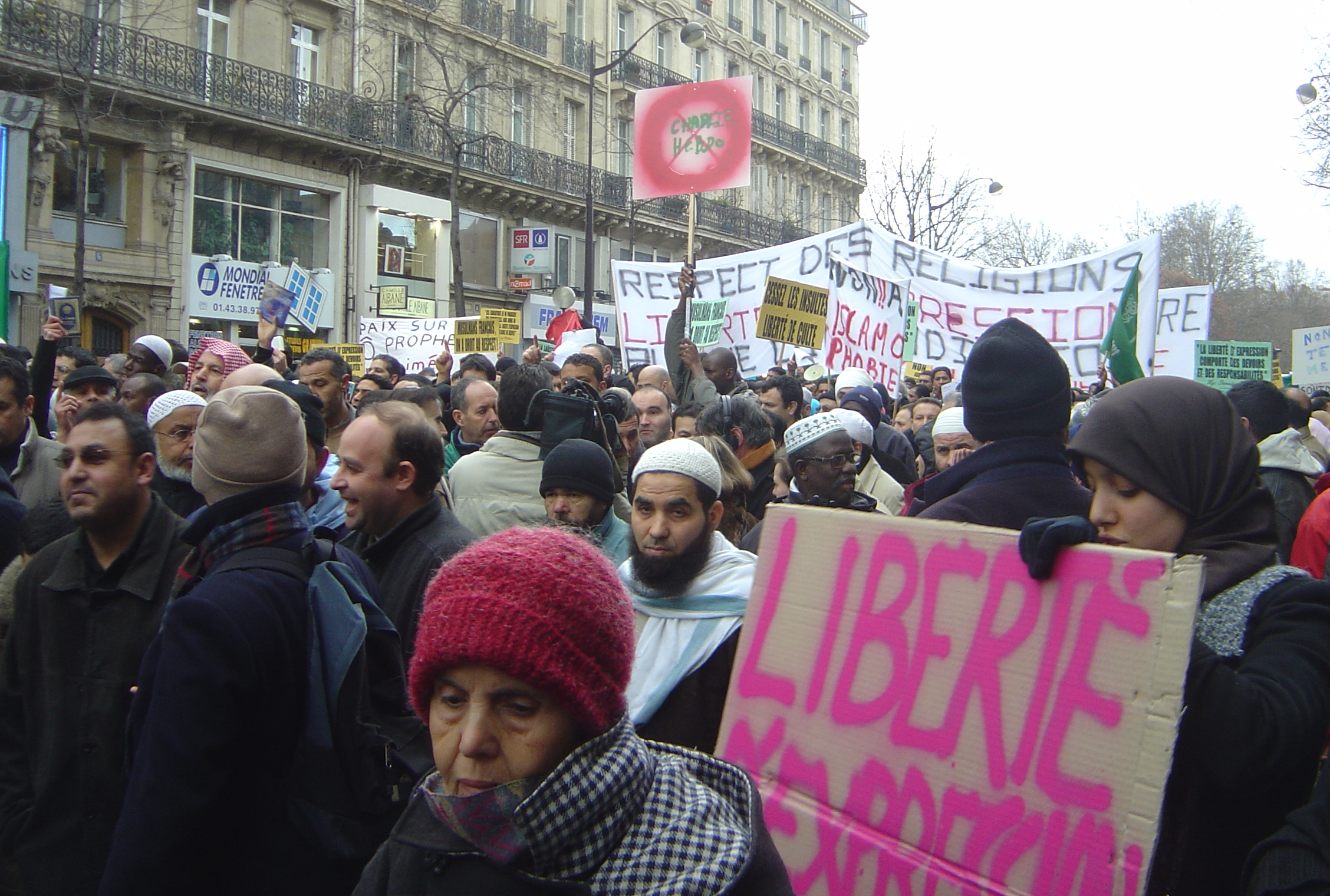
Manifestation anti-caricature à Paris (2006).

Après les assassinats de caricaturistes en 2015, très peu de dessinateurs se risquent à publier des caricatures de Mahomet, ce qui conduit Philippe Val, ancien directeur de rédaction de Charlie Hebdo à affirmer que « les terroristes ont gagné ».
Le 16 octobre 2020, Samuel Paty, professeur de collège qui avait illustré son cours sur la liberté d'expression avec des caricatures de Mahomet est décapité par un islamiste. Le lendemain de cet assassinat, des militantes féministes se font arrêter pour avoir collé des affiches représentant les fesses de Mahomet.

### Ailleurs
Le 26 septembre 2012, l'hebdomadaire espagnol El Jueves publie en couverture un dessin caricatural de Mahomet où l'on voit des musulmans parmi une file de suspects lors d'une séance d'identification de la police, avec la légende : « Mais (…) qui sait à quoi ressemble Mahomet ? ».
En Allemagne, le journal Die Tageszeitung reprend la une du numéro 1178 de Charlie Hebdo en date du 14 janvier 2015. 
En Italie, le journal Il Fatto Quotidiano publie ce même numéro de Charlie Hebdo avec son propre numéro du même jour. 
En Turquie, le numéro de Charlie avec la caricature de la une est inséré dans un encart à l'intérieur du journal Cumhuriyet. 
Le journal égyptien Al-Masry Al-Youm prend également le risque de reproduire une caricature de Mahomet. 
Aux États-Unis, peu de caricatures sont diffusées dans les médias, la plupart des grands journaux pratiquant l'autocensure. Il en est de même au Royaume-Uni.